# Uchanie
Uchanie – wieś w Polsce położona w województwie lubelskim, w powiecie hrubieszowskim, w gminie Uchanie.
Dawniej miasto; uzyskały lokację miejską w 1484 roku, ale nie została ona zrealizowana, ponowne nadanie praw miejskich w 1596 roku, degradacja w 1869 roku. W latach 1954–1972 wieś należała i była siedzibą władz gromady Uchanie. W latach 1975–1998 miejscowość administracyjnie należała do województwa zamojskiego.
Wieś jest sołectwem, siedzibą gminy Uchanie. Według Narodowego Spisu Powszechnego z roku 2011 wieś liczyła 664 mieszkańców i była największą co do liczby ludności miejscowością gminy.
Wieś jest siedzibą rzymskokatolickiej parafii Wniebowzięcia Najświętszej Maryi Panny.

## Położenie
Wieś leży na terenie Działów Grabowieckich. Na skutek usytuowania w źródłowej części doliny Uchańki wody do niej spływające utworzyły w miękkim podłożu lessowym szereg głębokich wąwozów, zbiegających się promieniście w Uchaniach. Silna działalność erozyjna tych wód wywołała znaczne różnice wysokości pomiędzy wierzchowiną Działów a dnami wąwozów. Deniwelacje dochodzą tu do 80 metrów.

## Historia

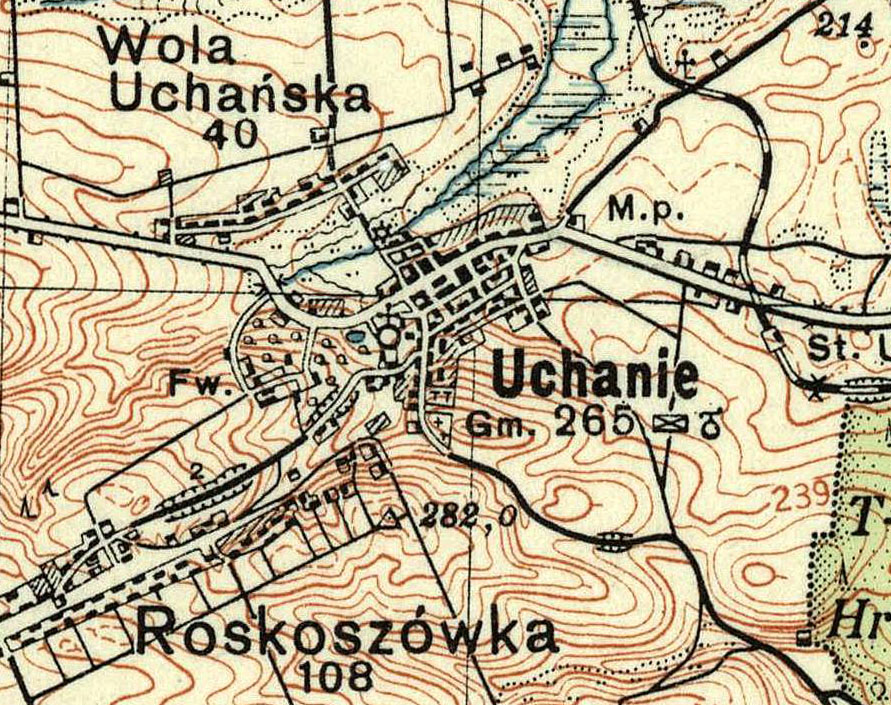
Wojskowa mapa okolic Uchań z 1933 roku

Początkowo była to wieś królewska. Pod koniec XV wieku została ona nadana przez Kazimierza IV Jagiellończyka Pawłowi Jasieńskiemu. Wybudował on tam kościół i zamek oraz próbował w 1484 r. lokować tam miasto na prawie magdeburskim. 
Uchanie otrzymały ostatecznie prawa miejskie w 1596 r. (lokacje z 1484 i 1505 nie zostały wprowadzone) i posiadały je do 1870. Po Jasieńskich wieś była własnością m.in. Uchańskich, Daniłłowiczów (od 1591 r.) i Potockich. Wieś też należała do Antoniny Butler (1742-1796), która wniosła jako wiano poślubiając pułkownika Kazimierza Ossolińskiego (zm. 1794), a od 1839 r, do Pottyłów. Od 1772 miejscowość znajdowała się w zaborze austriackim, a od 1809 w Księstwie Warszawskim. Natomiast w 1815 r. wieś leżała na terenie zaboru rosyjskiego. Mieszkańcy trudnili się głównie rolnictwem, w XIX wieku nastąpił tam rozwój sadownictwa. 13 stycznia 1870 r. pozbawiono Uchanie praw miejskich.
Podczas okupacji niemieckiej na terenie wsi znajdował się obóz pracy przymusowej dla Żydów (1942), obóz przesiedleńczy oraz getto, które funkcjonowało do 1942, wywieziono z niego do obozu zagłady w Sobiborze około 2 tys. osób. W maju 1942 r. na miejscowym cmentarzu Niemcy rozstrzelali 43 Żydów z Uchań i Horodła.
Wielu Polaków wysiedlono w roku 1943. W wyniku działalności okupanta liczba ludności wsi zmalała o połowę.
Uchanie leżały przy dawnym szlaku handlowym wiodącym na Ruś. Miasto miało charakter otwarty: nie posiadało murów obronnych ani bram miejskich. Jego ośrodkiem był zachowany do dziś czworoboczny rynek z czterema ulicami wybiegającymi z naroży.

## Zabytki

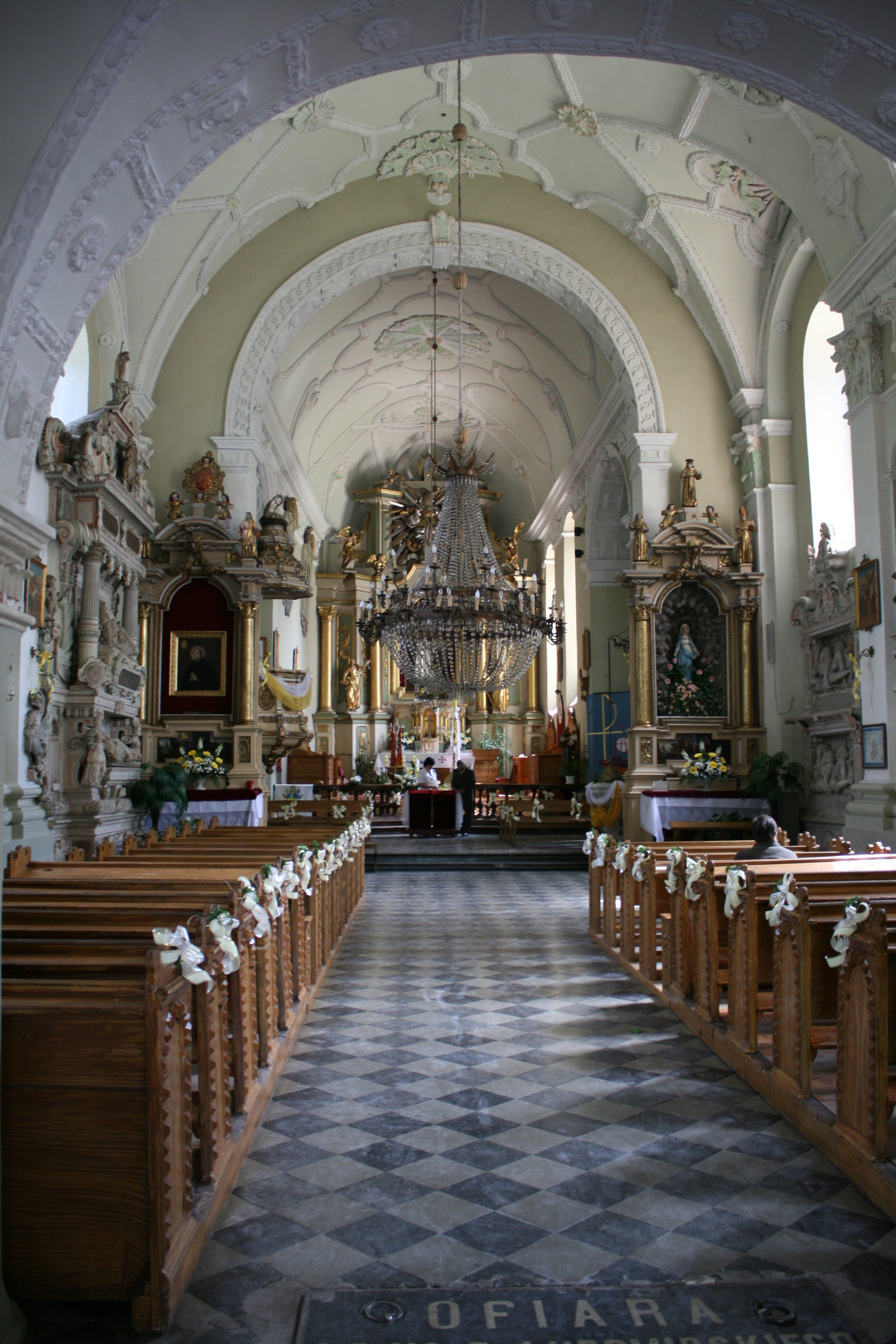
Wnętrze kościoła

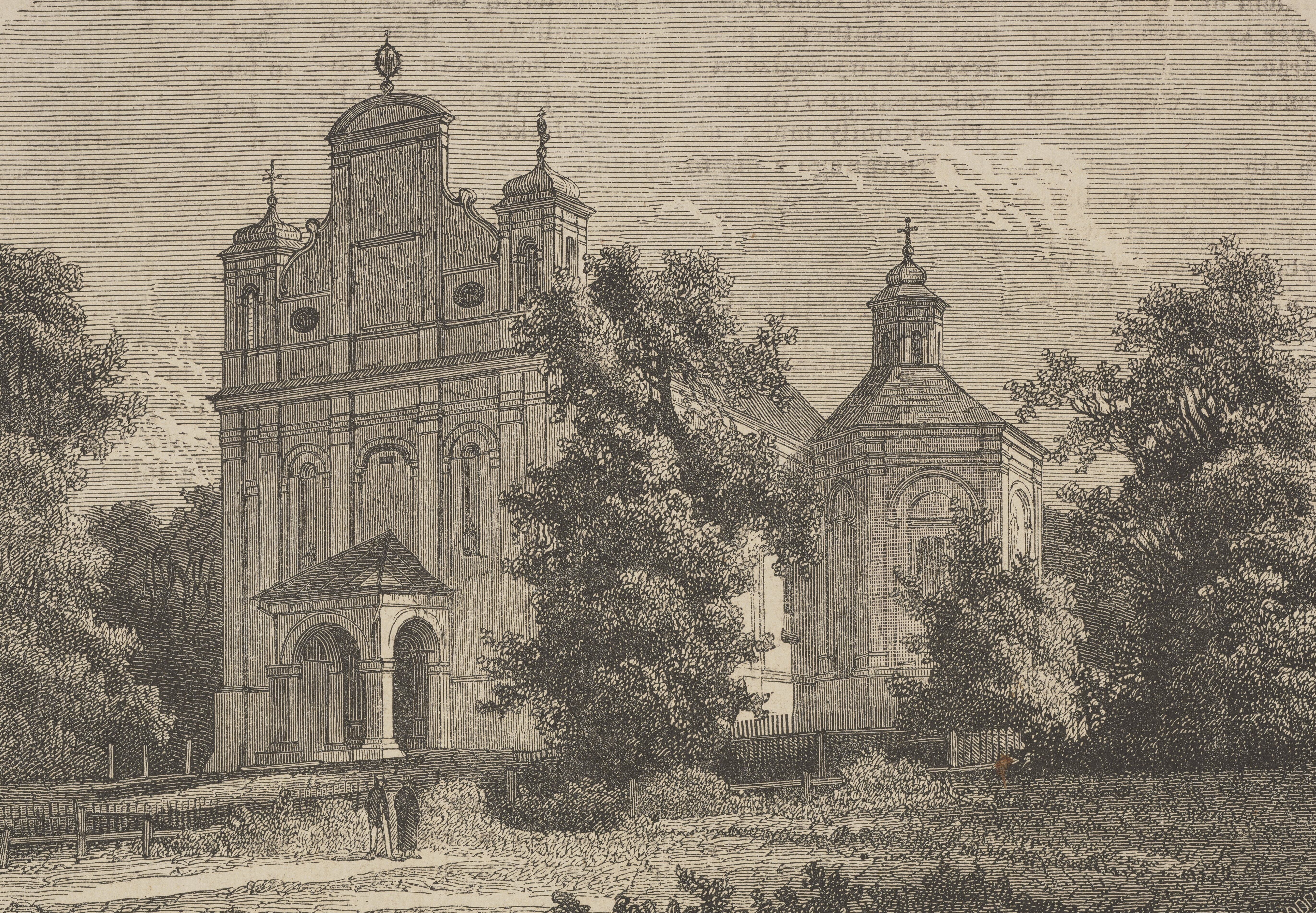
Widok kościoła przed 1900

- Kościół renesansowy pw. Wniebowzięcia NMP – wzniesiony ok. 1625, według projektu Jana Jaroszewicza i Jana Wolffa,
  - Sklepienia dekorowane stiukami (ok. 1625) w kościele
  - Nagrobki Uchańskich (ok. 1600) w kościele
- Kapliczki św. Jana Nepomucena z I poł. XIX w.[15] i św. Antoniego
- Wzgórze zamkowe (miejsce po zamku) – zamek wzniósł prawdopodobnie po 1470 roku Paweł Jasieński herbu Gozdawa jako mieszkalny budynek z basztą w narożu. Siedziba ta została posadowiona na wschód od lokowanego staraniem Jasieńskiego w 1484 r. miasta, na sztucznie nadsypanym wzniesieniu, usytuowanym na końcu rozległego cypla, odciętym od zaplecza fosą. Budowla ta, posadowiona na rzucie czworoboku, dwudzielna, posiadła najpewniej w narożu północno-zachodnim cylindryczną basztę. Była to prawdopodobnie realizacja w typie masywnej wieży mieszkalnej lub dworu wieżowego, być może broniona dodatkowo drewnianymi umocnieniami[16]. W początkach XV wieku zamek przeszedł na własność Uchańskich herbu Radwan, którzy rozbudowali po 1570 roku zamek dostawiając drugi budynek i otaczając dziedziniec czworobokiem murów z trzema dodatkowymi basztami w narożach. Brama znajdowała się przy baszcie północno-wschodniej od północy. Na przełomie XVI i XVII wieku ród Daniłłowiczów rozbudował zamek na czteroskrzydłowy, a wjazd przeniesiono na zachód budując szyję bramną. Z czasem, po wymarciu rodu Daniłłowiczów, zamek opustoszał i popadł w ruinę. Hrabia Ewaryst Andrzej Kuropatnicki w wydanej po raz pierwszy w 1786 r. „Geografii (...) Galicyi i Lodomeryi” przy opisie Uchań notował: Wielkość i ogromność pustego zamku teraz, i jego rudera, okazują zamożną wielkość bogactw domu już zgasłego potomności[17]. W 1810 roku pozostałości zamku zniwelowano, budując z pozyskanego materiału gorzelnię i browar.

- Cmentarz żydowski

Niedaleko Uchań, w okolicy wsi Gliniska znajduje się rezerwat faunistyczny, gdzie występuje między innymi tchórz stepowy, suseł perełkowany, łasica, gronostaj.

## Turystyka
- Szlak Renesansu Lubelskiego